# Lepus flavigularis
Lepus flavigularis е вид бозайник от семейство Зайцови (Leporidae). Видът е застрашен от изчезване.

## Разпространение
Разпространен е в Мексико (Оахака).